# 索尼动画
索尼动画 （英語：Sony Pictures Animation）是一家美国计算机动画电影公司。隶属索尼影視娛樂旗下，成立于2002年。作品由哥伦比亚电影公司负责发行。录影带首映作品则由索尼影业家庭娱乐发行。

## 历史
公司的第一部动画电影长片是2006年9月29日上映的《丛林大反攻》。截止目前公司票房最成功的作品2023年的《蜘蛛侠：纵横宇宙》，全球票房达到6.9亿美元，其次是2011年的《蓝精灵》，其全球票房为5.6亿美金。
2012年3月上映的《神奇海盗团》是索尼动画制作的首部停格粘土动画，是索尼与英国阿德曼动画联合制作的，获得第85届奥斯卡金像奖最佳动画电影提名。2018年作品《蜘蛛侠：平行宇宙》获得金球奖、英国电影学院奖、安妮奖、奥斯卡最佳动画电影。

## 电影列表

### 长片
| 2006 | 《打獵季節》                     |
| 2007 | 《衝浪季節》                     |
| 2008 | 《打獵季節2》                    |
| 2009 | 《食破天驚》                     |
| 2010 | 《打獵季節3》                    |
| 2011 | 《藍色小精靈 (電影)》            |
| 2011 | 《亚瑟·圣诞》                    |
| 2012 | 《神奇海盗团》                   |
| 2012 | 《尖叫旅社》                     |
| 2013 | 《藍色小精靈2》                  |
| 2013 | 《食破天驚2》                    |
| 2014 |                                  |
| 2015 | 《尖叫旅社2》                    |
| 2015 | 《怪物遊戲》                     |
| 2016 | 《打獵季節4》                    |
| 2017 | 《衝浪季節2：波浪狂熱》          |
| 2017 | 《藍精靈：迷失的村莊》           |
| 2017 | 《表情符號電影》                 |
| 2017 | 《聖誕星》                       |
| 2018 | 《比得兔》                       |
| 2018 | 《尖叫旅社3：怪獸假期》          |
| 2018 | 《怪物遊戲2：妖獸讚》            |
| 2018 | 《表情符號電影：食破天驚特別篇》 |
| 2018 | 《蜘蛛人：新宇宙》               |
| 2019 | 《憤怒鳥玩電影2：冰的啦！》      |
| 2020 |                                  |
| 2021 | 《米家大戰機器人》               |
| 2021 | 《許願神龍》                     |
| 2021 | 《維沃的精彩生活》               |
| 2022 | 《尖叫旅社：變形怪獸》           |
| 2023 | 《蜘蛛人：穿越新宇宙》           |
| 2024 |                                  |
| 2025 | 《Kpop 獵魔女團》                |
| 2025 | 《定局》                         |
| 2026 | 《山羊巔峰》                     |
| 2027 | 《Buds》                         |
| 2027 | 《蜘蛛人：超越新宇宙》           |

索尼動畫影業於2006年9月推出首部動畫長片《打獵季節》，並成為索尼2007年家庭娛樂市場上票房第二高的電影。該片後續衍生出三部非戲院首映的續集。第二部長片《衝浪季節》於2007年6月上映，曾獲得奧斯卡最佳動畫片獎提名，並贏得兩項安妮獎。2009年9月，索尼動畫推出《食破天驚》，這是自《打獵季節》IMAX 3D版本後的首部3D動畫電影，並獲得包含最佳動畫片在內的四項安妮獎提名。2011年的《藍色小精靈》則是該工作室首部結合CGI與真人拍攝的混合電影。
索尼動畫的母公司索尼影業於2007年與阿德曼動畫合作，攜手投資、製作並發行動畫長片。雙方合作製作了兩部作品，分別是2011年的《亚瑟·圣诞》及2012年的《神奇海盗团》，後者也是索尼動畫首部、目前唯一的定格動畫長片。同年，索尼動畫推出了《尖叫旅社》，全球票房超過3.5億美元，並成功開創出《精靈旅社》系列，後續推出三部續集及一部{電視動畫劇集。2013年，索尼動畫再度推出兩部續集：《藍色小精靈2》與《食破天驚2》。
該工作室近年的代表作品包括《蜘蛛人：新宇宙》，該片根據蜘蛛人漫畫改編，以邁爾斯·莫拉雷斯為主角，是一部動畫超級英雄電影；2021年的《米家大戰機器人》，一部以機器人末日為背景的公路旅行題材電影，由邁克爾·里安達與傑夫·羅伊執導，並由菲爾·羅德與克里斯多福·米勒擔任製片人；與Base FX合作的《許願神龍》；索尼動畫首部音樂劇電影《維沃的精彩生活》，由林-曼努爾·米蘭達創作；《尖叫旅社：變形怪獸》，為《精靈旅社》系列第四部亦是最終章。
此外，索尼動畫還與詹迪·塔塔科夫斯基簽訂長期合作協議，從其限制級動畫長片《定局》開始，計畫開發並執導多部原創作品。

### 短片
| #  | 片名                                    | 发行日期      |
| -- | --------------------------------------- | ------------- |
| 1  | The ChubbChubbs!                        | 2002年7月3日  |
| 2  | Early Bloomer                           | 2003年7月3日  |
| 3  | Boog and Elliot's Midnight Bun Run      | 2007年7月3日  |
| 4  | The ChubbChubbs Save Xmas               | 2007年7月3日  |
| 5  | The Smurfs: A Christmas Carol           | 2011年7月3日  |
| 6  | So You Want to Be a Pirate!             | 2012年7月3日  |
| 7  | Goodnight Mr. Foot                      | 2012年7月3日  |
| 8  | The Smurfs: The Legend of Smurfy Hollow | 2013年7月3日  |
| 9  | Super Manny                             | 2013年7月3日  |
| 10 | Earl Scouts                             | 2013年10月2日 |
| 11 | Steve's First Bath                      | 2014年10月2日 |
| 12 | Attack of the 50-Foot Gummi Bear        | 2014年10月2日 |
| 13 | Puppy!                                  | 2017年12月2日 |
| 14 | Flopsy Turvy                            | 2018年12月2日 |
| 15 | Spider-Ham: Caught in a Ham             | 2019年12月2日 |
| 16 | Hair Love                               | 2019年12月2日 |
| 17 | Live Stream                             | 2019年12月2日 |
| 18 | Monster Pets                            | 2021年12月2日 |
| 19 | Dog Cop 7: The Final Chapter            | 2021年12月2日 |